# Неріюс Васіляускас
Неріюс Васіляускас (лит. Nerijus Vasiliauskas; 20 червня 1977, Вільнюс, СРСР) — колишній литовський футболіст, півзахисник. Виступав за збірну Литви.

## Кар'єра
Професійну кар'єру починав у фарм-клубі вільнюського «Жальгіріса» — «Жальгірісі-2», який виступав у другому за значущістю дивізіоні Литви. В 1996 році перейшов в головний клуб столиці країни, де грав до 1999 року.
У 2000 році на правах оренди перебрався в нижегородський «Локомотив», за який у першому колі Вищого дивізіону 2000 року провів 5 матчів і забив один м'яч. У червні 2000 року Неріюс Васіляускас відправився на перегляд в «Зеніт» із Санкт-Петербурга, однак після майже тижневого спостереження за литовцем керівництво ухвалило рішення відмовитися від покупки футболіста, так як пітерців збентежила надто велика сума, яку вимагали вільнюсці, вони оцінили Неріюса у 200 000 доларів США. Друге коло того ж сезону він провів в махачкалінському «Анжі», проте на поле так і не вийшов. Після чого повернувся в «Жальгіріс». 
З 2001 по 2003 рік грав у польській «Віслі» з Плоцька, за яку зіграв лише три матчі в чемпіонаті Польщі. З 2004 по 2005 грав за «Вітру».
Влітку 2005 року підписав дворічний контракт з «Таврією» з Сімферополя, за яку провів 39 матчів у чемпіонаті України, забив 4 м'ячі і 4 гри в Кубку країни. Васіляускас рідко виходив на поле у складі кримчан, так в сезоні 2007/08 він взяв участь лише в 2 матчах, і в грудні 2007 року відразу після матчу 18-го туру національного чемпіонату, в якому «Таврія» обіграла полтавську «Ворсклу» (1:0), керівництво «Таврії» вирішило не продовжувати контракт литовця, і він покинув розташування клубу в статусі вільного агента.
У 2008 році Неріюс повернувся в «Жальгіріс», за який у першій половині сезону А-ліги зіграв 11 матчів і забив 3 голи. У червні 2008 року він розірвав контракт з клубом і мав намір продовжити кар'єру в рядах бакинського клубу «Олімпік». У січні 2009 року прибув до табору іншого азербайджанського клубу «Хазар-Ленкорань», який проводив турецький збір у Антальї, але незабаром знову повернувся до «Ветру». 
У 2010 році був гравцем естонського клубу «Калев» з Сілламяе, де і завершив ігрову кар'єру.

## Досягнення
- Чемпіон Литви (1): 1999
- Найкращий бомбардир Чемпіонату Литви (1): 1999